# Premiership Rugby 2000-01
La Liga de Inglaterra de Rugby 15 2000-01, también conocido como Zurich Premiership 2000-01 (por razones comerciales) fue la decimocuarta edición del torneo más importante de rugby de Inglaterra.

## Formato
Los equipos se enfrentaron en formato liga en condición de local y de visitante, el equipo con mayor cantidad de puntos al finalizar el torneo se coronó campeón, mientras que hubo un descenso al RFU Championship.

## Desarrollo

### Tabla de posiciones
| Pos. | Equipo             | Encuentros | Encuentros | Encuentros | Encuentros | Tantos | Tantos | Tantos | PB | PB | Puntos |
| Pos. | Equipo             | PJ         | PG         | PE         | PP         | F      | C      | Dif    | BO | BD | Puntos |
| ---- | ------------------ | ---------- | ---------- | ---------- | ---------- | ------ | ------ | ------ | -- | -- | ------ |
| 1.º  | Leicester Tigers   | 22         | 18         | 1          | 3          | 571    | 346    | +225   | 7  | 1  | 82     |
| 2.º  | Wasps              | 22         | 16         | 0          | 6          | 663    | 428    | +235   | 7  | 3  | 74     |
| 3.º  | Bath               | 22         | 14         | 0          | 8          | 680    | 430    | +250   | 9  | 5  | 70     |
| 4.º  | Northampton Saints | 22         | 13         | 0          | 9          | 518    | 463    | +55    | 3  | 4  | 59     |
| 5.º  | Saracens           | 22         | 12         | 0          | 10         | 589    | 501    | +88    | 6  | 4  | 58     |
| 6.º  | Newcastle Falcons  | 22         | 11         | 0          | 11         | 554    | 568    | -14    | 7  | 6  | 57     |
| 7.º  | Gloucester         | 22         | 10         | 0          | 12         | 473    | 526    | -53    | 3  | 5  | 48     |
| 8.º  | London Irish       | 22         | 10         | 1          | 11         | 476    | 576    | -100   | 1  | 2  | 45     |
| 9.º  | Bristol Bears      | 22         | 9          | 1          | 12         | 443    | 492    | -49    | 1  | 5  | 44     |
| 10.º | Sale Sharks        | 22         | 8          | 1          | 13         | 561    | 622    | -61    | 6  | 3  | 43     |
| 11.º | Harlequins         | 22         | 7          | 0          | 15         | 440    | 538    | -98    | 3  | 7  | 38     |
| 12.º | Rotherham Titans   | 22         | 2          | 0          | 20         | 335    | 813    | -478   | 1  | 3  | 12     |

|  | Campeón.                        |
|  | Descendido al RFU Championship. |

| Bandera de Inglaterra    |
| Campeón Leicester Tigers |
| Quinto título            |